# 黃永幟
黃永幟（1959年—），外號「幟哥」，出生於廣州，香港著名廚師，前龍皇酒家飲食集團主席，電視飲食節目主持人。

## 簡歷
黃永幟的爸爸本來替他取名「黃永熾」，因相士說他命中水旺欠火，但他不喜歡，所以將「熾」改成「幟」。
1970年代，18歲的黃永幟從廣州偷渡到香港，做過地盤、裝修、跟車、司機、屈鐵、果欄苦力等，最後投靠父親。他父親黃江為香港美麗華酒店總廚及利苑酒家顧問。1978年於美麗華酒店（The Mira Hong Kong前身）翠亨村酒家擔任中廚。其父親不准他透露二人父子關係，並派三位嚴厲的徒弟教他廚藝，他經常捱打，三人對他拳打腳踢，花雕瓶、湯勺、鐵鑊都曾往他身上招呼過。其後黃永幟轉職到以野味菜著名的雅苑酒家，人工每月只350港元，一年多後轉往尖沙咀北京道翡翠酒樓擔任「頭砧板」。
1982年黃永幟入職利苑酒家，1985年躍升為大廚，為利苑歷年來最年輕的大廚。
1989年，黃永幟移民澳洲，在塔斯曼尼亞一家餐館工作，餐館附近有一間賭場，他每晚放工便到賭場賭博，結果沉迷賭博，在澳洲3年期間，輸了約2,000萬港元。取得澳洲護照後，黃永幟返回香港，賣掉兩層香港物業，並向父親借錢還債，幾年後還清債務。
1992年，他由海外回港出任利苑總廚；並從利苑集團創辦人，民國時期廣東陳濟棠將軍之子陳樹杰取得不少管理及經營上的經驗，他在利苑酒家共任職26年。
2005年起，黃永幟以顧問身份伙拍黃麗梅於亞洲電視主持多個飲食節目，2009年11月轉往無線電視主持飲食節目《幟哥幟教》。已停業的博益出版集團曾為他出版多本食譜作品；並於《都市日報》撰寫飲食專欄。
2005年，黃永幟創立龍皇酒家飲食集團，於港、澳、上海等地都有業務，經營「龍皇」、「龍璽」、「龍袍」及「皇璽」等餐廳品牌。集團於2018年上市，但經營連年虧損。
2021年3月，龍皇集團公布截至上年12月底的全年業績，營業額為1.96億元，按年大幅度減少51.3%，員工成本減少41.7%至8,750萬元；租金則減少22%至2,490萬元；虧損由前1年的3,550萬元擴大至7,480萬元。
2021年6月時曾有報道指，網傳龍皇透過炒股群組，向散戶推薦龍皇集團股票，手法與「微信女」如出一徹，而黃永幟亦剛巧在相若的時間，在龍皇集團股價暴瀉前減持走貨，6月初先後4次減持龍皇共4028.76萬股。6月10日開市8分鐘，龍皇集團的股價由 2.2 元暴跌 89% 至 0.248元。
2021年7月13日，黃永幟以發展其他業務為理由，辭任龍皇集團公司行政總裁、提名委員會主席及薪酬委員會成員的職位，只留任執行董事，其妻李靜濃則以專注家庭為理由，辭去執行董事及董事會主席職務。公司的授權代表並於同日由黃永幟改為陳高璋。同年8月，黃永幟沽清其他創立的龍皇集團所有股份。同年9月，黃永幟辭任龍皇集團執行董事職務。
2021年12月15日，市場盛傳黃永幟因涉及「唱高散貨」（又名「微信女」）投資騙局而被捕。翌日，警方與證監會舉行記者會，警方表示，警方和證監會聯合新加坡金管局及當地警方展開「獵狼行動」，打擊跨境造市集團，於12月15日突擊檢查47個處所，拘捕9名年齡介乎25至62歲的人士（傳媒留意到黃永幟亦是62歲），凍結4800萬元資產，並查獲170萬現金。被捕9人當中，6人為上市公司高層，２人為投資傀儡，1人為骨幹成員。懷疑造市集團自2021年初開始，串通3間上市公司管理層進行「唱高散貨」，先從低位買入大量涉案股票，再在社交平台吹捧有關股票，誘使散戶高位買入股票，當股價到達高位即拋售，該集團再將利潤轉去空殼公司，當中涉及嫌造市、虛假交易、洗黑錢等犯罪行為。證監會拒絕透露該3間上市公司名稱，亦拒絕確認黃永幟是否涉案。
2021年12月22日，龍皇集團發通告，表示警方於12月15日曾到集團辦事處執行搜查令，以調查懷疑洗錢等罪行的指控，過程中檢取部分文件、電子設備及電腦記錄，公司部分銀行賬戶已被凍結；龍皇集團主席、行政總裁兼執行董事陳高璋亦被拘捕進行調查，其後獲准保釋。

## 創作食品
黃永幟創作過多種食品，包括近年流行的甜品楊枝甘露及XO醬。他在1980年創作XO醬，是為配合海鮮火鍋口味而創製。1987年，利苑酒家在新加坡開設海外分店，黃永幟因應新加坡的熱帶氣候創作出甜品楊枝甘露。
歷年得過的重要獎項 :
- 2003年 - 世界飲食大師金獎、中國烹飪大師、全國鮑參燕翅肚參專家委員會執行委員、法國美食會會員
- 2004年 - 法國廚王會金狀元獎
- 2005年 - 法國廚王會白金獎，並獲委任為名譽主席
- 2006年 - 中國十大名廚獎及省港澳十大名廚獎
- 2008年 - 世界傑出華人獎
- 中華國際美餚交流協會榮譽主席
- 國際飯店與餐館協會, 中國飯店協會

## 家庭
黃永幟已婚，妻子李靜濃曾任龍皇集團執行董事及董事會主席（2021年7月離職）, 兩人育有一子。黃曾表示雖然香港賽馬會已容許馬主攜帶未成年親屬入場觀賽，但不會因此讓兒子過早接觸賽馬，以免其步其後塵沉迷賭博以致債台高築。

## 名下馬匹
黃永幟近年積極參與賽馬運動，是香港賽馬會的會員，首匹馬由蔡約翰引入及訓練，惟抵港後不久便暴斃。黃其後與多名飲食界名人（包括張宇人、鍾偉平、楊貫一）組成「好食團體」，擁有馬匹好好食、好食德、食得好、好鬥心。另外，他亦是金叻星（金財富團體，葉創達與合夥人）、搖錢樹、喜菜（更富裕團體，翁炳輝與合夥人，但其後已退股）、為食仔（已退役）、為食格格（已退役）的馬主。

## 逸聞
黃永幟曾說過，天下沒有他未吃過的動物，除非是近十多年新出現的品種。除了一般的食用肉類，他還吃過貓肉、狗肉、豹肉、水曱甴、蠍子、猴子腦，亦吃過人胎盤。他覺得吃猴子腦最殘忍，猴子先被人鐵錘砸破頭顱，倒下滾油，加入薑茸、蒜蓉，用湯匙舀取，猴子痛得慘叫，他說：「我吃時打震，但也要試一下」。

## 主持電視節目

### 亞洲電視
- 《覓食新煮意》
- 《鮮入為煮》
- 《香港廚神走天涯》

### 無綫電視
- 《幟哥幟教》
- 《為食總司令》

### 有線電視
- 《友飲友食》

## 書籍作品
- 黃永幟（2015）。《幟哥食好活好秘笈3》。香港：紅出版（青森文化）。[19]
- 黃永幟（2014）。《幟哥食好活好秘笈2》。香港：紅出版（青森文化）。[20]
- 黃永幟（2013）。《幟哥食好活好秘笈》。香港：紅出版（青森文化）。[21]
- 黃永幟（2007）。《幟哥盛宴》。香港：博益集團。[22]
- 黃永幟（2006）。《幟哥天鮮配》。香港：博益集團。[23]

## 相關連結
- 龍皇集團

## 資料來源
1. 1 2 3  陳勝藍. . 壹周刊. 2010-05-13.
2. ↑  .   [2012-08-22]. （原始内容存档于2014-06-23）.
3. ↑  .   [2012-08-18]. （原始内容存档于2014-09-14）.
4. ↑  煮食如做人 專訪國際名廚黃永幟 （页面存档备份，存于） 大紀元
5. 1 2 3  將軍令 黃永幟[永久] 新報
6. ↑  . 頭條日報. 2021-12-16  [2022-01-04]. （原始内容存档于2021-12-17） （中文（繁體））.
7. ↑  三友廚藝專書網- 幟哥盛宴 的存檔，存档日期2010-03-24.
8. ↑  《幟哥天鮮配》[永久] Towngas Cooking Center
9. ↑  . 文匯報. 2021-12-17  [2022-01-05]. （原始内容存档于2022-01-05） （中文（繁體））.
10. ↑  . 香港經濟日報. 2021-08-25  [2022-01-05]. （原始内容存档于2021-12-15） （中文（繁體））.
11. 1 2  . 香港經濟日報. 2021-12-15  [2022-01-05]. （原始内容存档于2021-12-15） （中文（繁體））.
12. 1 2  . 香港01. 2021-07-14  [2022-01-05]. （原始内容存档于2021-12-16） （中文（繁體））.
13. ↑  . 信報. 2021-12-16  [2022-01-05]. （原始内容存档于2022-01-05） （中文（繁體））.
14. ↑  . 頭條日報. 2021-12-15  [2022-01-05]. （原始内容存档于2021-12-15） （中文（繁體））.
15. ↑  許世豪、翟梓謙. . 香港01. 2021-12-16  [2022-01-05]. （原始内容存档于2021-12-17） （中文（繁體））.
16. ↑  . 香港經濟日報. 2021-12-16  [2022-01-05]. （原始内容存档于2022-01-05） （中文（繁體））.
17. ↑  . 香港經濟日報. 2021-12-22  [2022-01-05]. （原始内容存档于2022-01-05） （中文（繁體））.
18. ↑  . 香港賽馬會.   [2022-01-05]. （原始内容存档于2022-01-05） （中文（繁體））.
19. ↑  黃永幟. . 2014-07-15  [2022-01-05]. ISBN 9789888380121. （原始内容存档于2022-01-05） （中文（繁體））.
20. ↑  黃永幟. . 2014-07-15  [2022-01-05]. ISBN 9789881357748. （原始内容存档于2022-01-05） （中文（繁體））.
21. ↑  黃永幟. . 2013-06-14  [2022-01-05]. ISBN 9789888223305. （原始内容存档于2022-01-05） （中文（繁體））.
22. ↑  黃永幟. . 2007-07  [2022-01-05]. ISBN 9789621793492. （原始内容存档于2022-01-05） （中文（繁體））.
23. ↑  黃永幟. . 2006-07  [2022-01-05]. ISBN 9789621791337. （原始内容存档于2022-01-05） （中文（繁體））.